# Karl Aloys zu Fürstenberg

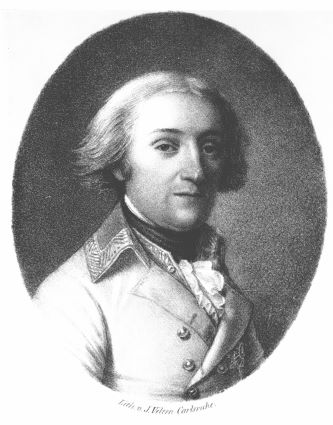
Karl Aloys zu Fürstenberg

Karl Aloys Fürst zu Fürstenberg (* 26. Juni 1760 in Prag; † 25. März 1799 bei Liptingen) war ein kaiserlich (österreichischer) Feldmarschallleutnant, der gegen das revolutionäre Frankreich kämpfte. Fürstenberg war Inhaber des Infanterieregiments Nr. 34.

## Leben
Karl Aloys kam als dritter Sohn des Fürsten Karl Egon I. zu Fürstenberg (1729–1787), aus der böhmischen Linie der Fürstenberger zu Pürglitz, und dessen Gemahlin Maria Josepha, geb. Gräfin von Sternberg-Manderscheid, zur Welt. Er gehörte damit dem alten böhmischen Adelsgeschlecht Sternberg und dem Haus Fürstenberg an, was ihm eine große Karriere versprach. Sein Vater wollte unbedingt, dass sein jüngster Sohn eine Militärlaufbahn einschlug, daher engagierte er den österreichischen Leutnant Ernst als Hofmeister und Erzieher für Karl Aloys. Leutnant Ernst nahm den jungen Karl Aloys daraufhin immer mit zu den Manövern der kaiserlichen Armee, sodass er im Jahr 1776 dem habsburgischen Kriegsminister Franz Moritz Graf von Lacy und dem damaligen Feldzeugmeister Gideon Ernst Freiherr von Laudon vorgestellt wurde. Kaiser Joseph II. lud ihn sogar höchstpersönlich zur Tafel ein.
Durch diese Begegnung motiviert, begann der junge Karl Aloys im Jahr 1777 seine militärische Laufbahn als Subalternoffizier in Prag. Seinen ersten Krieg erlebte er 1778/79 mit, als der Bayerische Erbfolgekrieg ausgebrochen war. Karl Aloys musste daraufhin ins Feld ziehen, doch er wurde in keine großen Gefechte verwickelt. Im Jahr 1780 reiste er weiter und wechselte in das Infanterie-Regiment Nr. 34 „Anton Esterházy“ und nahm hier im Rang eines Hauptmanns an den Türkenkriegen von 1787 bis 1792 teil. Seine erste persönliche Auszeichnung fand am 27. April 1788 statt, bei der Erstürmung der Festung Schabatz an der Save. Kaiser Joseph II. war davon so angetan, dass er den Fürsten zu Fürstenberg am 4. Mai 1788 zum Major und Kommandeur eines Grenadier-Bataillons beförderte. Am 8. Oktober 1789 rühmte er sich erneut während der Eroberung Belgrads, daraufhin wurde er zum Oberst und Kommandeur des Infanterie-Regiments Nr. 34 „Anton Esterházy“ ernannt. Seine gute Beziehung zum Feldzeugmeister Gideon Ernst von Laudon kam ihm 1790 zugute, denn am 1. Januar wurde er auf besondere Empfehlung seinerseits zum Generalmajor befördert. Am 4. November 1790 heiratete Karl Aloys seine Cousine Elisabeth von Thurn und Taxis (1767–1822), jüngste Tochter des Fürsten Alexander Ferdinand von Thurn und Taxis.

## Erster Koalitionskrieg
Den Ersten Koalitionskrieg erlebte Fürstenberg als Brigadekommandeur in einem kleinen österreichischen Korps von 10.000 Mann. Dieses und er standen unter dem Befehl von Feldmarschalleutnant Fürst Esterházy. Sein Korps war dafür vorgesehen, die Stadt Kehl im Breisgau zu sichern. 1793 wurde er zur Oberrhein-Armee unter Kavalleriegeneral Graf Dagobert Sigmund von Wurmser abkommandiert. Am 30. März 1793 überschritt er den Rhein bei Ketsch an der Spitze der Avantgarde, die zu diesem Zeitpunkt aus 9000 Mann bestand. In Speyer zog Fürstenberg am 1. April 1793 ein, nachdem die Stadt kampflos vom dortigen Kommandeur der französischen Rhein-Armee, Adam-Philippe de Custine, verlassen wurde. Am darauf folgenden Tag besetzte er mit seiner Avantgarde Germersheim. Zu ersten richtigen Gefechten kam es am 3. April, als Fürstenberg die Infanterie Custines in einem Bajonettenangriff bei Bellheim, Hördt und Leimersheim schlug und nach Landau und Lauterburg zurückdrängen konnte. Nach diesen Erfolgen wurde Karl Aloys erneut versetzt. Diesmal kam er unter den Befehl von Feldmarschallleutnant Graf von Kavanagh, wo er sich fechtend gegen andere Franzosen auszeichnete. Mit seiner Brigade schaffte er es, die für uneinnehmbar geltenden Weißenburger Linien am 13. Oktober 1793 zu durchbrechen. Während der französischen Gegenoffensive wurde Fürstenberg nicht sonderlich eingesetzt, nur am 20. November 1793 im Gefecht bei Geudertheim an der Zorn musste er dem in arge Bedrängnis geratenen Feldmarschallleutnant Gabriel Freiherr von Splényi zu Hilfe kommen, weil dieser von den französischen Truppen unter Hoche und Pichegru schwer attackiert wurde. Nach seinem hilfreichen Einsatz erkrankte Fürstenberg und musste daher den ganzen Dezember des Jahres 1793 über in Hagenau ausharren. Ende Dezember musste Fürstenberg aber wieder antreten, denn die österreichische Oberrhein-Armee war nach den Niederlagen bei Fröschweiler, Reichshofen und Wörth vom 22. Dezember 1793 stark geschwächt worden. Graf Wurmser musste sich über den Rhein am 30. Dezember bei Philipsburg zurückziehen, sodass Karl Aloys den Auftrag erhielt, den Hochrhein zu beobachten und dort ein verschanztes Lager zu errichten, um die Franzosen dort im Notfall überraschen zu können. Der Abschnitt von Fürstenberg war deshalb immens wichtig für das österreichische Heer, da dort eine der letzten Übersetzmöglichkeiten über den Rhein war, und diese durfte man nicht verlieren. Sein Lager schlug Karl Aloys zu Fürstenberg gegenüber von Hüningen bei Basel auf. Doch bereits 1794 stand er mit seiner Brigade erneut am Oberrhein, doch hier blieb es bis zum Juni 1796 relativ ruhig, auch an den befürchteten Einfallstoren der Franzosen nach Süddeutschland, bei Kehl und Hüningen, blieb es ruhig. Da Frankreich mit Österreich im Dezember 1795 einen dreimonatigen Waffenstillstand aushandelte, nahm Karl Aloys Urlaub. Diesen verbrachte er in Prag bei seiner Familie. Während seines Fronturlaubs erhielt er eine große Würdigung und zwar seine Beförderung zum Feldmarschalleutnant.
Im Juni 1796 war er zurück auf dem Schlachtfeld, und dort sicherte Fürstenberg mit seiner Division, die aus vier Infanterie-Bataillonen, 13 Eskadronen und dem Freikorps Gyulay bestand, das Rheingebiet zwischen Kehl und Rastatt. Am 26. Juni 1796 kam es dazu, dass die französische Rhein und Mosel-Armee unter Jean-Victor Moreau bei Kehl über den Rhein ging und das dortige Reichskreiskontingent aus der Stadt vertrieb. Es war nun Fürstenbergs Aufgabe dafür zu sorgen, dass Moreaus Truppen zurück über den Rhein geworfen wurden. Die Franzosen waren aber zahlreich überlegen, sodass Fürstenberg Moreau nicht besiegen, aber dennoch bis Rastatt zurückdrängen und aufhalten konnte. Er wartete nun auf Erzherzog Karl, der vom Niederrhein her kommend, neue Verstärkungen bringen sollte. Erzherzog Karl erreichte Fürstenberg am 5. Juli 1796 und somit konnte er als Divisionskommandeur mit fünf Bataillonen in der Schlacht bei Malsch vom 9. Juli teilnehmen. Er focht in der dritten Angriffskolonne unter Feldzeugmeister Graf Baillet von Latour mit und konnte an dieser Position die französische Infanterie unter Desaix mit seinen fünf Bataillonen aus Bietigheim und Ötigheim vertreiben. Aber auch Erzherzog Karl musste sich nach mehreren Niederlagen über Pforzheim und die Schwäbische Alb zurückziehen, sodass die Division Fürstenbergs in der Schlacht bei Neresheim am 11. August 1796 im Zentrum des Schlachtengetümmels stand. Die Österreicher gewannen und versuchten nun das gerade gewonnene Gebiet zu verteidigen. Bis Mitte August 1796 blieb dies die einzige Aufgabe Fürstenbergs. Am 24. August 1796 musste er mit 6000 Mann den Lechübergang bei Friedberg verteidigen. Danach sollte er im Auftrag Latours das rechte Isarufer von Wolfratshausen bis Moosburg verteidigen. Nur seinem militärischen Geschick war es zu verdanken, dass die Rhein und Mosel-Armee Frankreichs nicht bereits im August 1796 bis in die österreichischen Stammlande und bis nach Regensburg vordringen konnten, weil sich Fürstenberg immer wieder erfolgreich gegen den französischen Divisionsgeneral Ferino an der Isarbrücke bei München bewährte. In der Schlacht bei Emmendingen am 19. Oktober 1796 kämpfte er erneut mit Erzherzog Karl, der sich gesammelt hatte. Fürstenberg kommandierte hier die vierte Angriffskolonne mit fünf Bataillonen und 32 Eskadronen. In der Schlacht bei Schliengen vom 24. Oktober kommandierte er die zweite Angriffswelle mit 9 Bataillonen und 30 Eskadronen und stand hier unmittelbar dem Divisionsgeneral Laurent de Gouvion Saint-Cyr gegenüber. Unterdessen schaffte es der französische General Moreau bei Hüningen über den Rhein zu treten, also schickte man die Armee Erzherzog Karls, um ebendiesen und den anderen Brückenkopf bei Kehl zu erobern. Schnell wurde ein Plan aufgestellt, der besagte, dass der Feldzeugmeister Graf Baillet von Latour die Stadt Kehl umschloss, während Feldmarschall-Leutnant Fürstenberg die Belagerungsarmee gegen den Brückenkopf von Hüningen ins Feld führen sollte. Der Erzherzog hatte großes Vertrauen in Fürstenberg gesetzt, deshalb ließ er ihn mit seinen zwei Divisionen aus 20 Bataillonen und 40 Eskadronen alleine in Hüningen zurück, um sich nach Kehl zu begeben. Am 27. Oktober 1796 begann die Belagerung, gerüstet und vorbereitet war die Fürstenbergsche Armee am 27. November. Der Feldmarschall-Leutnant reichte dem französischen Brigadegeneral Jean Charles Abbatucci ein Aufgabegesuch ein, dieses lehnte jener aber ab. Daher verübte er in der Nacht vom 30. November auf den 1. Dezember einen Sturmangriff, der aber fehlschlug. Vorteilhaft war aber, dass der französische Oberbefehlshaber hierbei tödlich verwundet wurde. Der Kampfeswille war damit auf französischer Seite gebrochen. Am 10. Januar 1797 kapitulierte endlich Kehl und damit konnten die Armeen Latours und Erzherzog Karls ihre schweren Belagerungsgeschütze sowie vier Bataillone Verstärkung nach Hüningen entsenden. Kurz bevor der zweite, der alles vernichtende Sturmangriff losbrechen sollte, reichte Divisionsgeneral Dufour, der neue französische Oberbefehlshaber, die Übergabebestätigung ein. Aufgrund seiner militärischen Leistungen bei dieser Belagerung erhielt der Fürst zu Fürstenberg die Inhaberschaft über das Infanterie-Regiment Nr. 36, welches bis zu seinem Tod auch dessen Namen trug.
Als der Erste Koalitionskrieg zu Ende war, verbrachte Karl Aloys einige Zeit am Hofe seines Vetters in Donaueschingen, dem regierenden Fürst zu Fürstenberg, Karl Joachim. Von dort aus zog es ihn mitsamt Familie zurück nach Prag, um im Mai 1798 seine neuen Divisionsposten in Linz anzutreten.

## Zweiter Koalitionskrieg – Schlachten bei Ostrach und Stockach

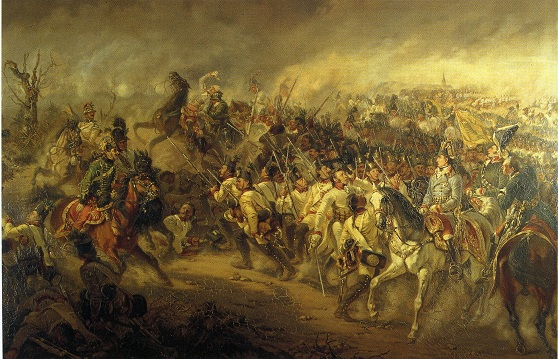
Feldmarschall-Lieutenant Fürst Karl Aloys zu Fürstenberg in der Schlacht bei Liptingen – Gemälde von Wilhelm Emelé

Ab dem 30. Januar 1799 befand sich der Fürst wieder im Krieg, als er Richtung Westen aufbrach, um in das Heerlager bei Augsburg am Lech zum Erzherzog Karl zu stoßen. Neues Ziel der beiden war es, die Donau-Armee unter Jean-Baptiste Jourdan zu verfolgen und zu stellen, da dieser am 1./2. März 1799 bei Basel und Straßburg den Rhein überschritten hatte und kampflos bis Oberschwaben vorrücken konnte. Mit einem doppelt so starken Heer zogen sie Jourdan entgegen und trafen auf diesen bei Ostrach, wo es am 21. März 1799 zur Schlacht kam.
Fürstenberg erhielt den Befehl über den rechten Flügel der Hauptarmee und sollte damit die Stellung bei Hohentengen sichern, um Erzherzog Karl, der die Mitte übernahm, abzusichern. Fürstenberg eroberte Hohentengen und vertrieb Marschall Laurent de Gouvion Saint-Cyr. Dieser revanchierte sich am 25. März bei Stockach, wo Erzherzog Karl zu lange zögerte, da er abwarten wollte und langsam plante. Jean-Baptiste Jourdan wollte aber, aufgrund seiner zahlenmäßigen Unterlegenheit, einen Überraschungsangriff starten, was er auch tat, er zog ganz früh mit seiner Armee gegen die Stellungen Österreichs und traf zunächst auf die Avantgarde des rechten Flügels unter Generalmajor Graf von Merveldt. Diese Überdrückung der Franzosen verursachte allgemeine Verwirrung bei den Österreichern, und daher zogen diese sich immer weiter zurück. Erst bei Raithaslach konnte eine geordnete Verteidigung gestartet werden, zu der auch Fürst Fürstenberg gehörte, der unter dem Feldzeugmeister Michael Joseph Graf Wallis kämpfte. Mit seinen Infanterie-Regimentern Nr. 1 „Kaiser“ und Nr. 31 „Benjowsky“, stellte sich Fürstenberg den Franzosen. Lange Zeit schwankte der Ausgang der Schlacht, da das Übergewicht der Franzosen durch immer mehr zurückkehrende österreichische Flüchtende verstärkt wurde. Als Erzherzog Karl von Österreich schließlich persönlich auf dem Schlachtfeld erschien, wollte dieser seine Truppen motivieren und selbst mit im französischen Kartätschenfeuer kämpfen, obwohl ihm jeder davon abriet. Am Ende konnte ihn der Feldmarschall-Leutnant von Fürstenberg dazu überreden, sich vom Schlachtgetümmel zu entfernen. Daraufhin sagte Fürstenberg: „Gott Lob, ich habe den Erzherzog weggebracht, nun will ich aber auch gleich attackieren!“ Er hielt sein Wort und sank wenige Minuten nach Beginn seiner Attacke an der Spitze seiner Truppen zu Boden. Er wurde von drei französischen Kartätschenkugeln tödlich getroffen und stürzte vom Pferd.
Feldmarschall-Leutnant Karl Aloys Fürst zu Fürstenberg war ein streng frommer Mensch, ein guter und geachteter Soldat mit viel Geschick und Unterstützung von ganz unten und von ganz oben.

## Gedenken

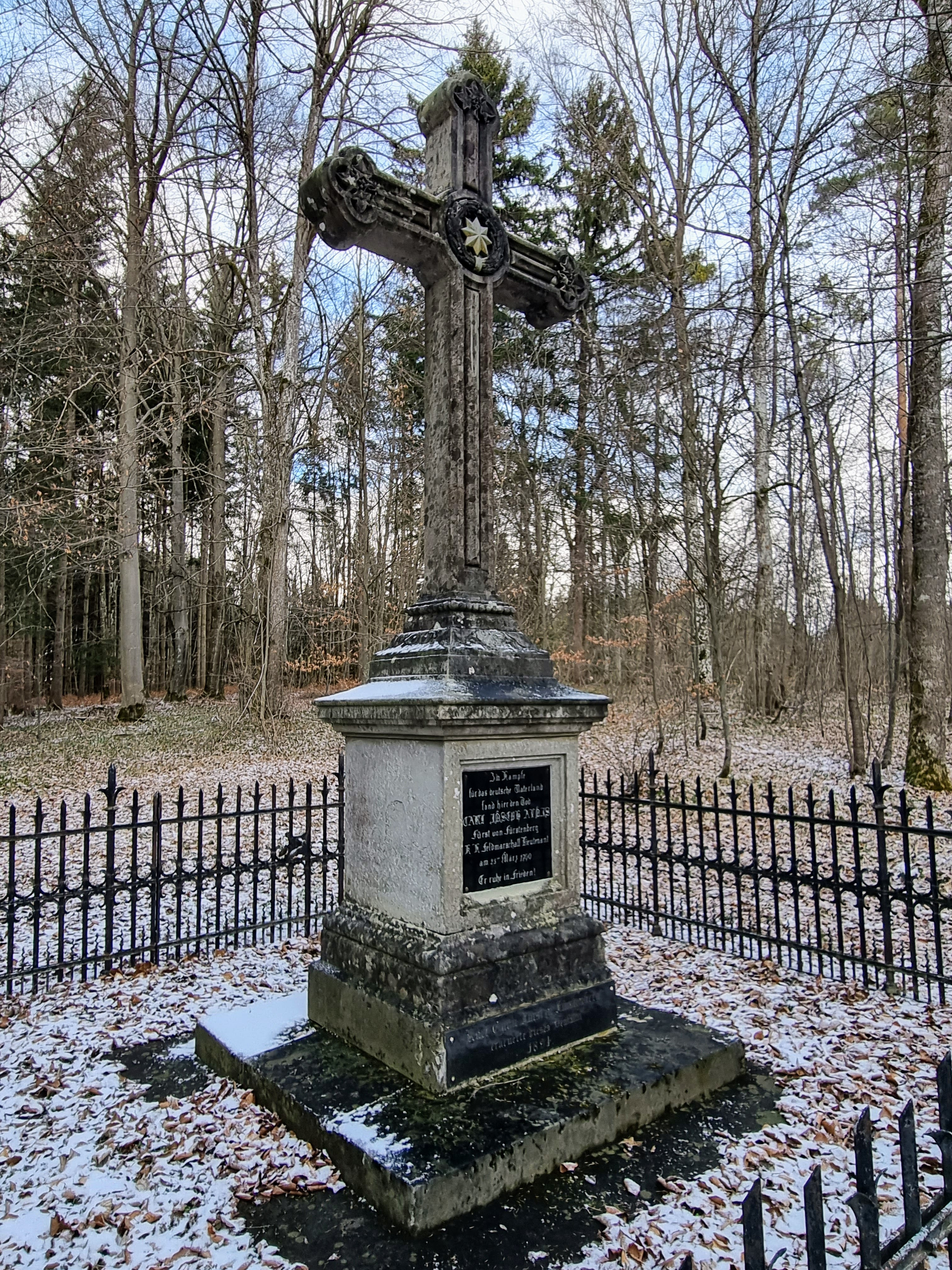
Gedenkkreuz auf dem Fürstenbühl bei Liptingen

Karl Aloys wurde zunächst auf dem Friedhof von Stockach bestattet. Am 50. Todestag ließ ihn sein Enkel Karl Egon III. zu Fürstenberg in die fürstlich Fürstenbergische Familiengruft Maria Hof zu Neudingen bei Donaueschingen überführen und 1857 ließ er ihm auf dem Fürstenbühl in der Gemeinde Liptingen ein Gedenkkreuz errichten, das 1894 und 1990 erneuert wurde.

## Ehe und Nachkommen
Karl Aloys heiratete am 4. November 1790 Maria Elisabeth von Thurn und Taxis (1767–1822), die jüngste Tochter des Fürsten Alexander Ferdinand von Thurn und Taxis und hatte mit ihr fünf Kinder:
- Maria Leopoldine (* 4. September 1791; † 10. Januar 1844) ⚭ 20. Mai 1813 Fürst Karl Albrecht zu Hohenlohe-Waldenburg-Schillingsfürst
- Maria Josepha (*/† 9. September 1792)
- Antonia (* 28. Oktober 1794; † 1. Oktober 1799)
- Karl Egon (* 28. Oktober 1796; † 22. Oktober 1854), 1804–1806 letzter souveräner Fürst zu Fürstenberg
- Maria Anna (* 17. September 1798; † 18. Juli 1799)